# Alan Carpenter
Alan John Carpenter, né le 4 janvier 1957 à Albany, est un homme d'État australien. Il a été le 28e Premier ministre d'Australie-Occidentale de 2006 à 2008. Il a pris ses fonctions après la démission du Dr Geoff Gallop. Son gouvernement a été défait à l'élection de 2008. 

## Biographie
Carpenter a été député d'Australie-Occidentale de 1996 à 2009, représentant la circonscription de Willagee. Avant de devenir premier ministre, il a été ministre de l'Éducation et des Affaires autochtones (2001-2003), ministre de l'Éducation et de la Formation (2003-2005) et ministre du Développement de l'État et ministre de l'énergie (2005-2006).